# Pinghua
Pinghua (dosł. ’opowieści z komentarzem’) – chińskie opowieści historyczne tworzone w języku potocznym w epoce dynastii Song.
Według części badaczy gatunek rozwinął się jako komentarz opisujący wydarzenia na obrazach przedstawianych przez ulicznych opowiadaczy. Zachowało się dziewięć utworów tego gatunku, pochodzących z XII–XIV wieku. Są to długie opowiadania prozą o tematyce historycznej ze wstawkami poetyckimi. Najważniejsze z nich to Sanguozhi pinghua (Opowieść o trzech królestwach), będąca poprzedniczką późniejszych Opowieści o Trzech Królestwach, oraz Wudaishi pinghua (Opowieść o czasach panowania Pięciu Dynastii).
W opowiadaniach pinghua występowały charakterystyczne zwroty, świadczące o ich ulicznym wykonywaniu, np. „opowiemy o tym, jak”, „później opowiemy o tym, jak”, „opowiadanie rozpoczniemy od tego, jak”. Niektóre z tych zwrotów weszły do klasycznych powieści chińskich, mimo że utwory te były już przeznaczone raczej do indywidualnego czytania.